# Datura innoxia
Espèce
Synonymes
- Datura metel L.
- Datura meteloides   DC. ex Dunal

Datura innoxia, souvent orthographié inoxia est une espèce de plantes de la famille des Solanacées. L'espèce est originaire du sud-ouest des États-Unis, d'Amérique centrale et d’Amérique du Sud et est présente en Afrique, Asie, Australie et Europe. Le nom scientifique est souvent cité comme D. innoxia. Quand le botaniste anglais Philip Miller a décrit l'espèce en 1768, il l’a orthographiée incorrectement par le mot latin innoxia (inoffensif) mais en le nommant D. inoxia. Le nom de Datura meteloides a été pendant quelque temps faussement appliqué à quelques membres de cette espèce, mais ce nom est maintenant abandonné.

## Noms vernaculaires
À  La Réunion, elle est appelée herbe à Sitarane ou simplement datura. Elle est également appelée datura sacré mais ce nom se réfère plutôt à Datura wrightii.

## Description
Datura innoxia est une plante arbustive annuelle qui atteint typiquement 0,6 à 1,5 mètre,. Ses feuilles sont couvertes de poils grisâtres courts et doux, donnant à la plante entière une apparence bleu-grisâtre. Elle a des feuilles lisses-elliptiques avec une nervation bien marquée. Toutes les parties de la plante émettent une odeur infecte semblable à du beurre de cacahuètes rance quand elles sont écrasées, bien que certains trouvent le parfum des fleurs tout à fait agréable quand elles fleurissent la nuit.
Les fleurs sont blanches, en entonnoir, 12–20 cm de long. Elles sont d'abord dressées, puis penchent plus tard vers le bas. La floraison est continue du début de l'été jusqu'à la fin de l'automne.
Le fruit est une capsule épineuse ovoïde, environ 5 cm de diamètre. Elle s’ouvre à maturité, dispersant ses graines. D'autres moyens de dispersion sont obtenus par les épines du fruit accrochant la fourrure des animaux, qui portent alors le fruit loin de la plante mère. Les graines ont de bonnes capacités d’hibernation (ou de dormance) et peuvent attendre, pendant des années, dans le sol, des conditions propices à leur développement.

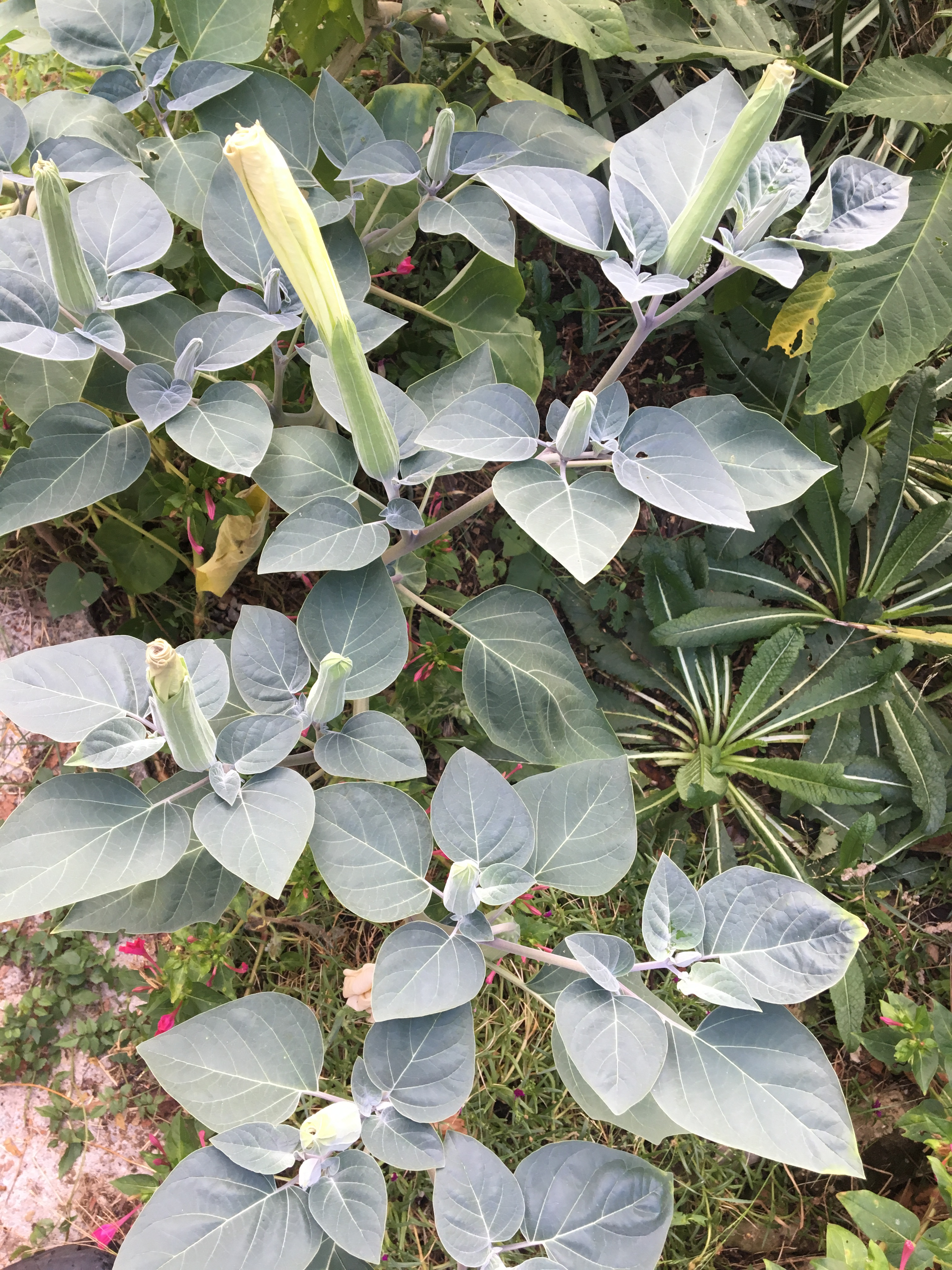
Début de floraison et feuillage "bleuté"
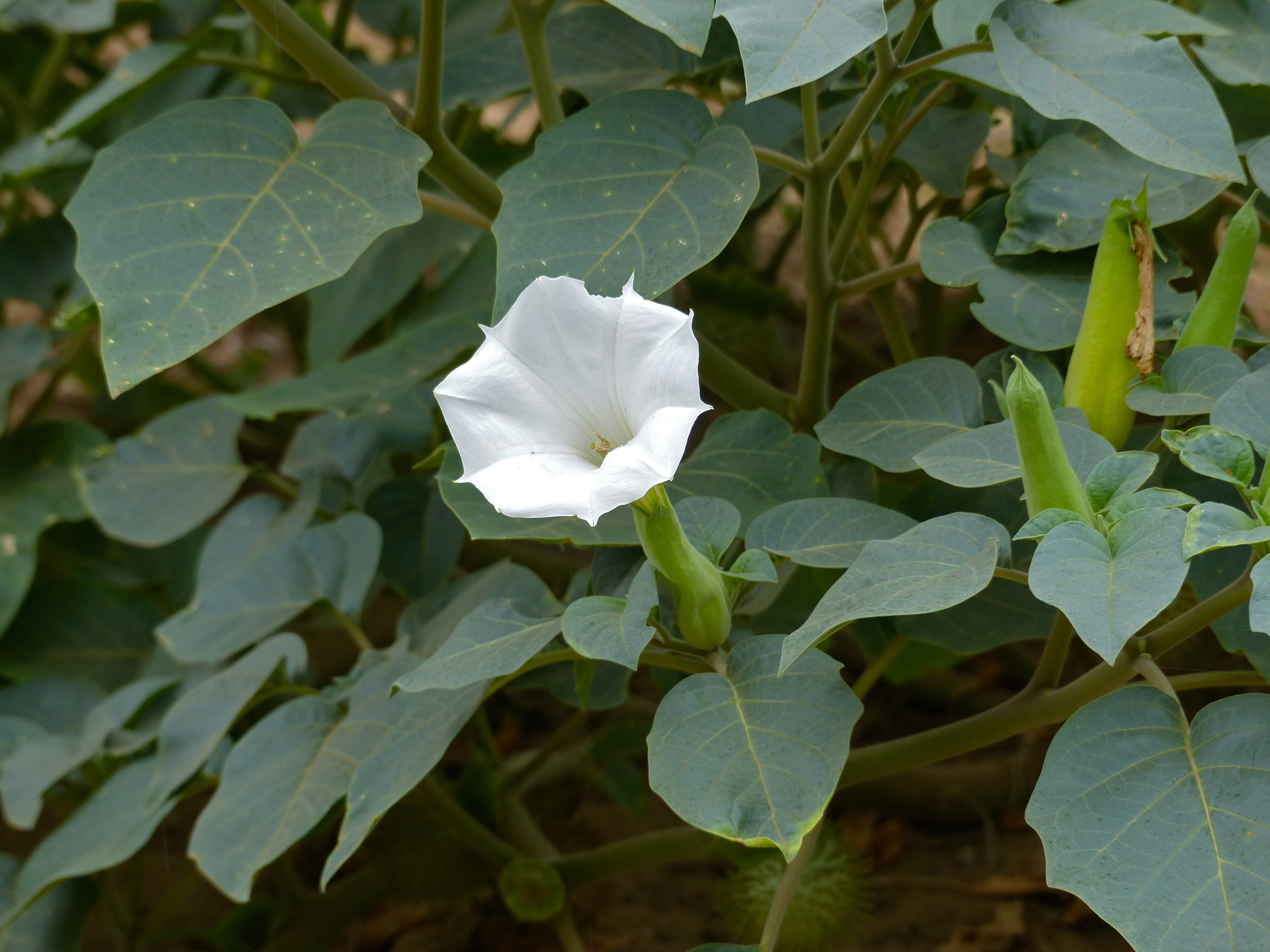
Feuilles et fleur
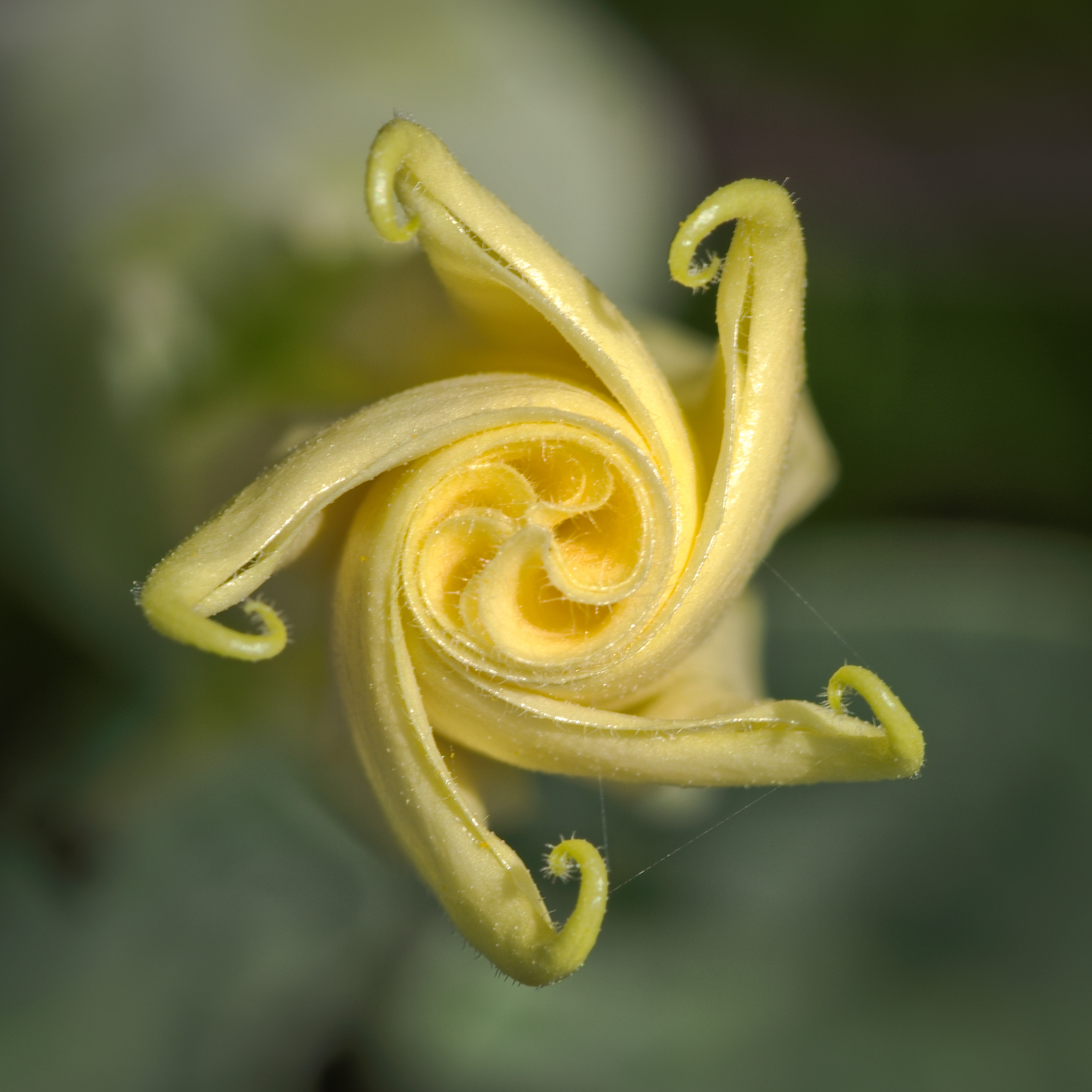
Fleur immature
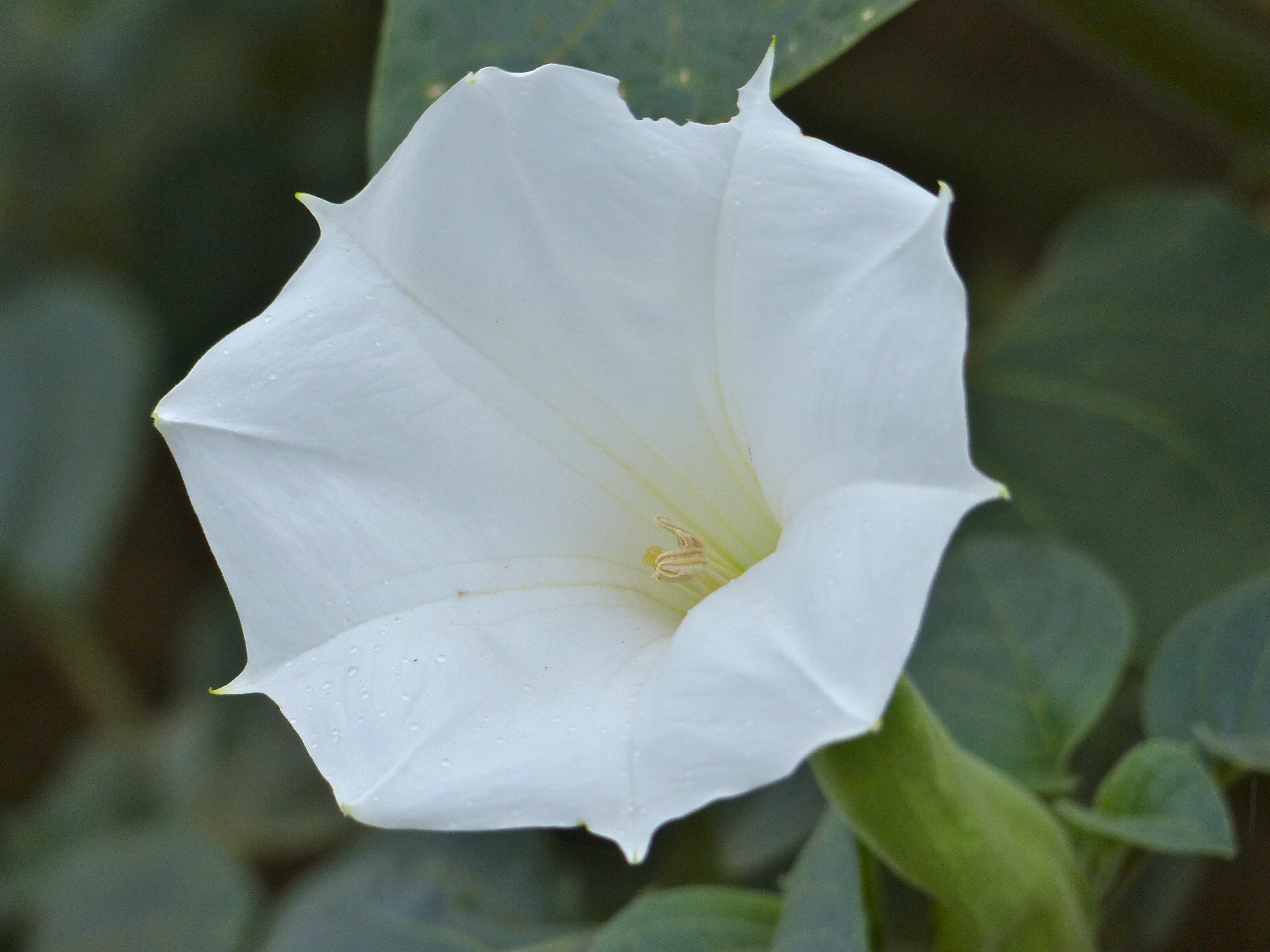
Fleur
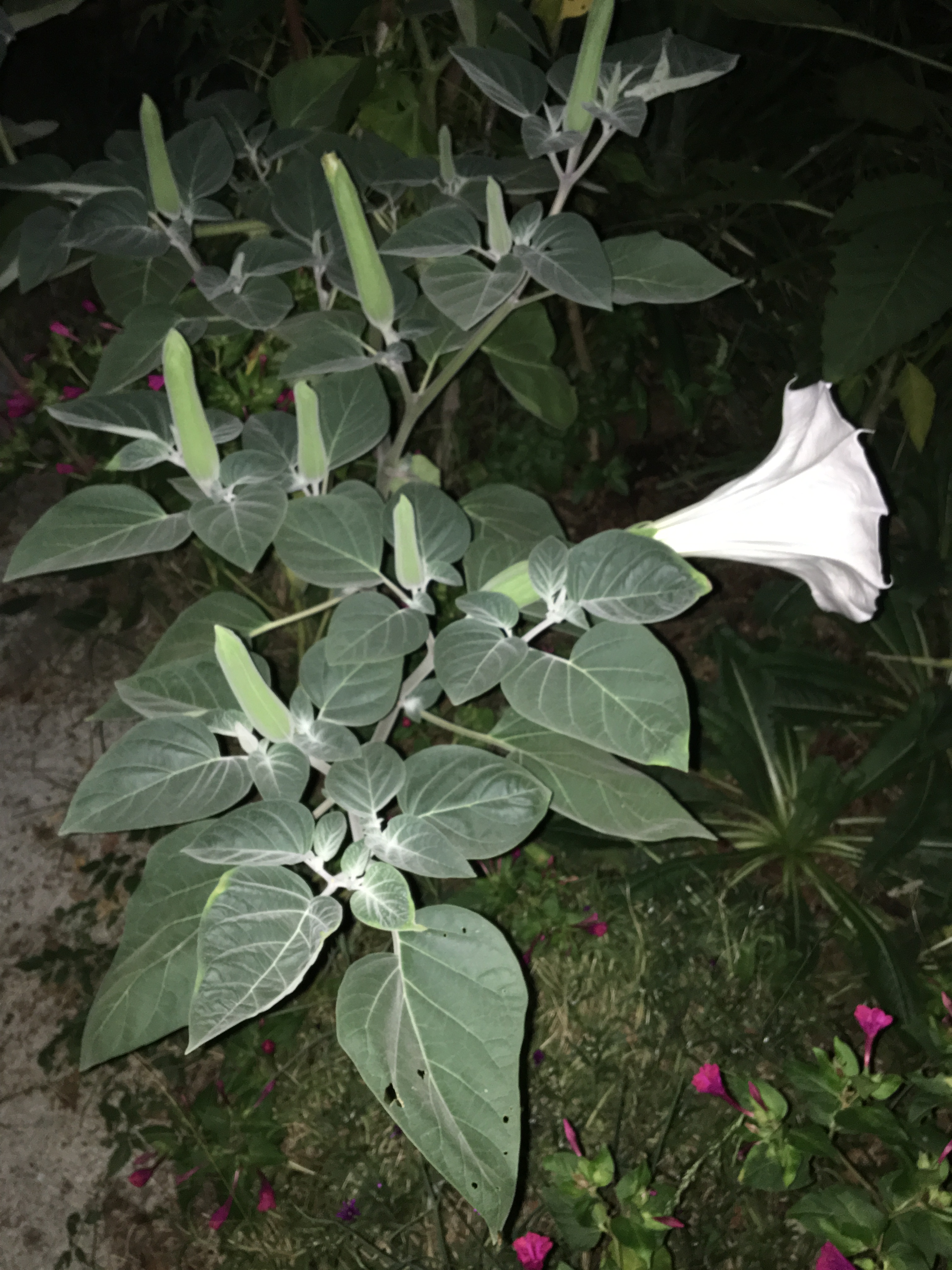
Fin de floraison, la corolle s’incline
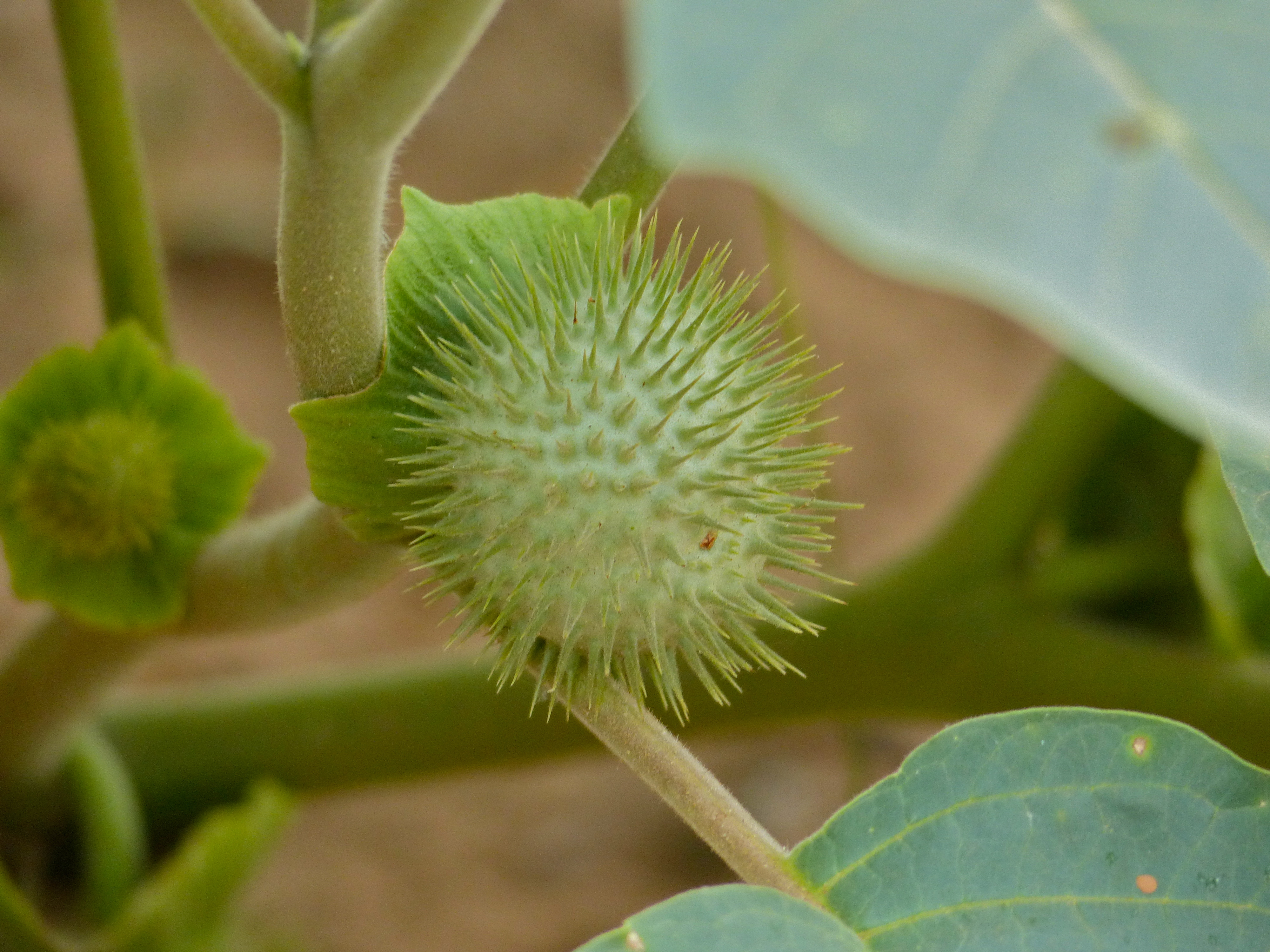
Fruit immature

## Distribution
Datura innoxia a une répartition cosmopolite. La plante est originaire des zones tropicales d'Amérique du Nord (Mexique, Texas), d'Amérique centrale et d'Amérique du Sud. Elle a été naturalisée dans tous les continents, dans les régions tempérées et chaudes.

## Espèce semblable
Datura innoxia est tout à fait semblable à Datura metel (considéré actuellement comme un synonyme) , au point d'être embarrassé par cela dans les premières littératures scientifiques. D. metel est une vieille plante étroitement liée au vieux continent pour laquelle les effets semblables ont été décrits par Avicenna au onzième siècle en Perse. Étroitement lié aussi à Datura stramonium qui diffère par de plus petites fleurs et des feuilles bordées de dents , et aussi Datura wrightii avec des feuilles plus larges et des fleurs à 5 crants (au lieu de 10 crants). Datura innoxia diffère de D. stramonium, D. metel et D. fastuosa en ayant environ 7 à 10 veines secondaires de chaque côté de la nervure centrale de la feuille qui s'anastomose par des arcs à environ 1 à 3 mm de la marge. Aucune anastomose des veines secondaires n'est présente dans les 4 autres espèces majeures de Datura.

## Nomenclature
Le nom botanique actuellement accepté pour cette plante est Datura innoxia, en dépit du fait que de nombreuses références l'orthographient encore Datura inoxia. Selon Tropicos, une autorité largement acceptée dans la nomenclature des noms botaniques, la forme inoxia est due à une erreur faite à l'origine par le taxonomiste du 18e siècle ’’’Philip Miller’’’ et corrigé depuis. Les autorités modernes déclarent que la forme innoxia signifie littéralement non nocif (ou sans dommage), ce qui ne semble certainement pas s'appliquer au Datura qui est très toxique dans toutes ses parties,.
D'autre part, Miller ecrit que le non noxious (non délétère !) se réfère aux épines douces du fruit, par contraste avec les épines acérées sur d'autres espèces de Datura. (Miller fait référence au ... «… Fruit … ovale, couvert d'épines inoffensives et douces ... » ).

## Liste des sous-espèces
Selon Catalogue of Life (3 août 2013) :
- sous-espèce Datura inoxia inoxia P. Mill.

Selon Tropicos (27 août 2018) :
- sous-espèce Datura innoxia subsp. innoxia
- sous-espèce Datura innoxia subsp. lanosa      A.S. Barclay
- sous-espèce Datura innoxia subsp. quinquecuspidata       (Torr.) A.S. Barclay   (plutôt un synonyme de Datura wrightii )

Selon Tela Botanica (France métro)    (27 Aout 3018) :
- (Aucun taxon inférieur référencé)